# Orthotylus marginalis
Orthotylus marginalis is een wants uit de familie van de blindwantsen (Miridae). De soort werd het eerst wetenschappelijk beschreven door Odo Reuter in 1883.

## Uiterlijk
De heldergroene wants is langwerpig van vorm, wordt 6 tot 7 mm lang en is altijd langvleugelig (macropteer). Het lichaam is bedekt met lichte zachte haartjes en de vleugels hebben soms een geelachtige buitenrand. Het doorzichtige deel van de voorvleugels is grijs gekleurd met groene aders. De pootjes zijn groen, het eerste antennesegment is bruin, de rest van de antennes is geler van kleur. Veel wantsen uit het genus Orthotylus lijken op elkaar, vaak kan de waardplant uitsluitsel geven om welke soort het gaat.

## Leefwijze
Orthotylus marginalis overwintert als eitje en kan van mei tot augustus gevonden worden op diverse soorten wilgen in bossen, struwelen en houtwallen. Er is één generatie per jaar.

## Leefgebied
De soort komt in Nederland overal zeer regelmatig voor waar wilgen staan. Het verspreidingsgebied strekt zich verder uit tot het palearctisch gebied tot in Siberië.